# 新野 (御前崎市)
新野（にいの）は、静岡県御前崎市の大字である。
本項では1889年（明治22年）の町村制施行時に同区域に存在した新野村（にいのむら）についても記す。

## 地理
御前崎市北西部に位置する。東で下朝比奈・上朝比奈、南で池新田・門屋、西で菊川市河東、西・北で菊川市高橋と隣接する。静岡県道37号掛川浜岡線が縦断する。

### 河川
- 新野川

### 字
- 有ヶ谷（ありがや）
- 有ヶ谷原（ありがやはら）
- 木ヶ谷（きがや）
- 北田（きただ）
- 黒田（くろだ）
- 御用田（ごようでん）
- 坂田（さかた）
- 篠ヶ谷（しのがや）
- 篠ヶ谷原（しのがやはら）
- 大明神（だいみょうじん）
- 中西（なかにし）
- 長谷（ながや）
- 根地（ねぢ）
- 宮田（みやた）
- 山西（やまにし）

## 歴史

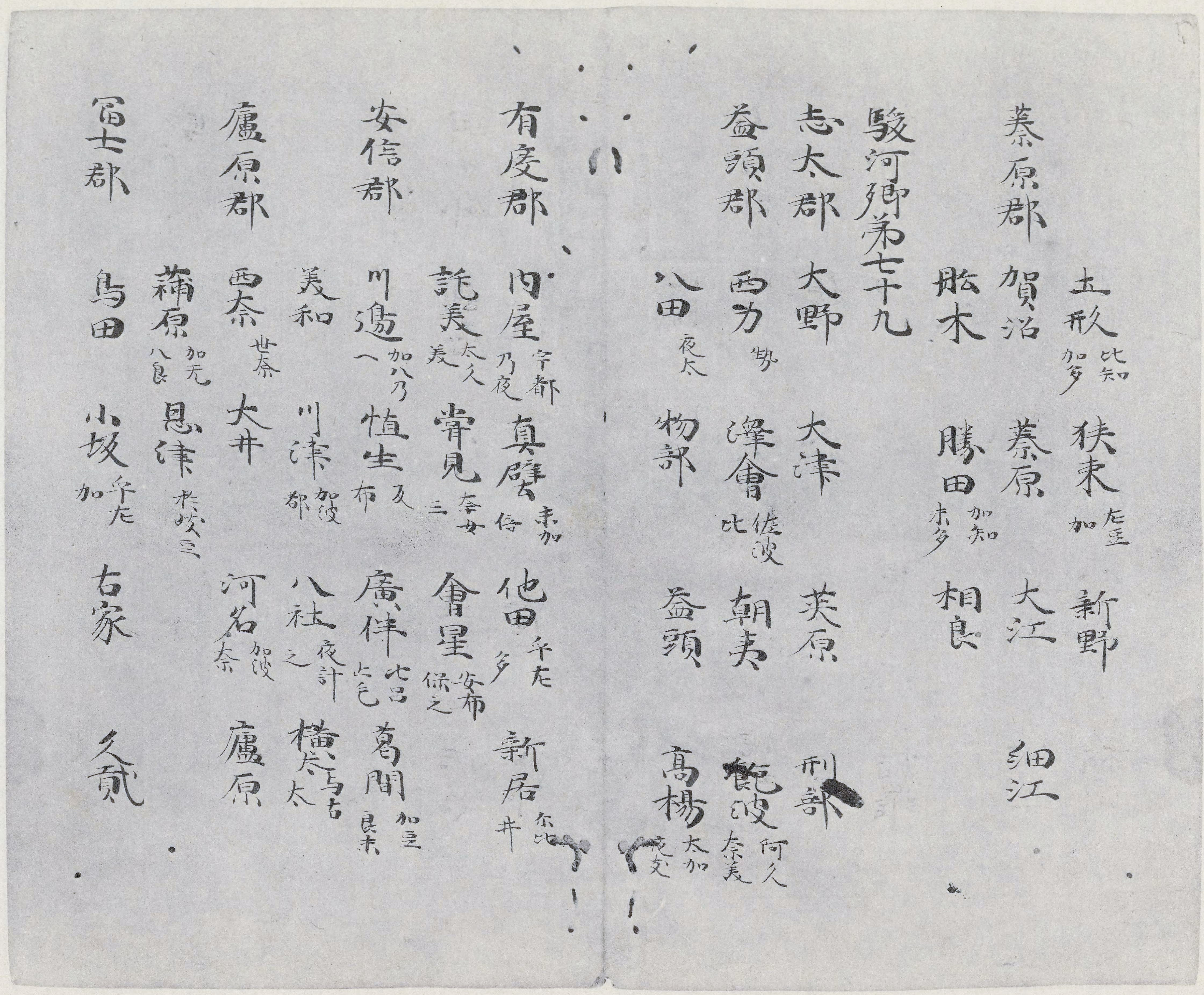
平安時代の『倭名類聚抄』の影印。遠江国城飼郡の郷の一つとして「新野」と記載されている

往時の新野村は純農村であったが、土地は肥沃でなく、また、北側に佐栗山とよばれるなだらかな丘陵を背負い、往来を妨げていたため、かなり不便な村であった。村の下に大字のない単集落の村で、人口も1,000人あまりと少なかった。
1923年、堀之内軌道が全通したが、わずか10メートルほどの峠の上り下りでよく立ち往生し、1935年に廃止になる。そのご、峠に佐栗山トンネルができ、堀之内駅（現菊川駅）と池新田町を結ぶ路線バスが比較的頻繁に往来し、村内に、新野・木ヶ谷の停留所が設けられたが、村の様子はほとんど変わらなかった。

### 沿革
- 「旧高旧領取調帳」[5]の記載によると、明治初年時点で旗本長谷川氏・石谷氏および相良藩領の相給であった。寺社領、寺社除地（領主から年貢の徴収を免除された土地）も所在した。
- 1868年（慶応4年）
  - 5月24日 - 徳川宗家が駿河府中藩に転封。それにともない遠江国内で領地替えが行われ、旗本領が消滅。
  - 9月5日 - 相良藩が上総小久保藩に転封。全域が府中藩の管轄となる。
- 1869年（明治2年）8月7日 - 府中藩が静岡藩に改称。
- 1871年（明治4年）
  - 7月14日 - 廃藩置県により静岡県の管轄となる。
  - 11月15日 - 第1次府県統合により浜松県の管轄となる。
- 1876年（明治9年）8月21日 - 第2次府県統合により静岡県の管轄となる。
- 1889年（明治22年）4月1日 - 町村制施行により近世以来の新野村が単独で自治体を形成し、城東郡新野村が発足。
- 1896年（明治29年）4月1日 - 郡制の施行により所属郡が小笠郡に変更。
- 1950年（昭和25年）1月1日 - 南山村大字高橋との間で境界変更を実施。
- 1955年（昭和30年）3月31日 - 比木村が池新田町・朝比奈村・佐倉村・比木村と合併して浜岡町が発足。同日新野村廃止。大字新野となる。
- 1974年（昭和49年）9月1日 - 小笠町大字高橋との間で境界変更を実施。
- 2004年（平成16年）4月1日 - 浜岡町が榛原郡御前崎町と合併して御前崎市が発足。

## 世帯数と人口
2015年（平成27年）10月1日現在の世帯数と人口は以下の通りである。
| 大字 | 世帯数  | 人口    |
| ---- | ------- | ------- |
| 新野 | 457世帯 | 1,540人 |

## 交通

### バス
- しずてつジャストライン浜岡営業所
  - 菊川浜岡線
    - 菊川駅 - 西横地 - 浜岡営業所
    - 菊川駅 - 菊川市立総合病院 - 浜岡営業所

### 道路

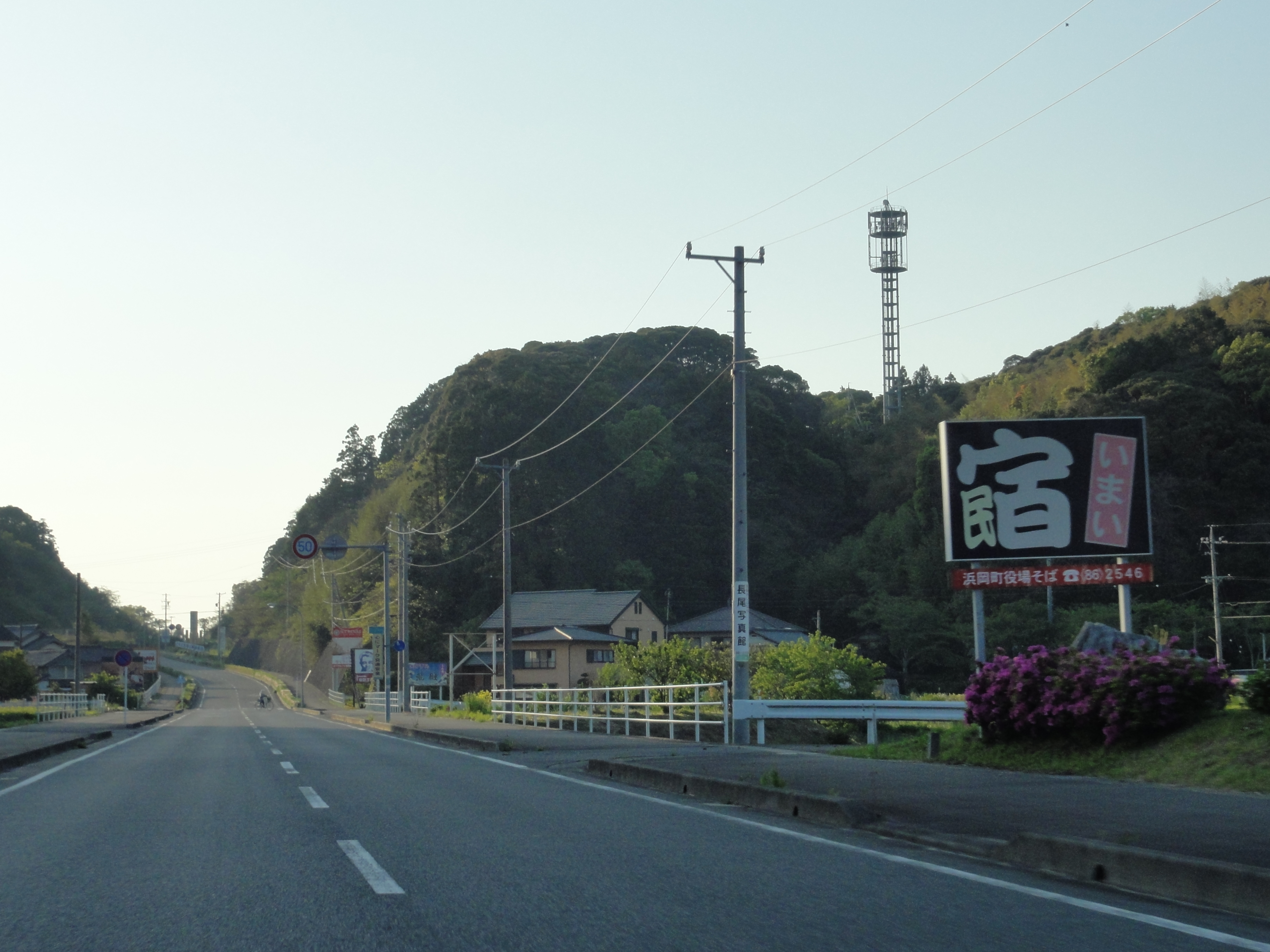
新野を通過する静岡県道37号掛川浜岡線

- 静岡県道37号掛川浜岡線

### かつて存在した交通機関
- 堀之内軌道（1923年 - 1935年）
  - 新野駅 - 木ヶ谷駅

## 施設
- 新野簡易郵便局
- 木ヶ谷公会堂
- 山田ヶ谷公会堂
- 西町内会集会所
- 中尾公会堂
- 新野東上組公会堂
- 新野原公民館
- 上水神社
- 御嶽神社
- 正明神社
- 幡室神社
- 金毘羅神社
- 金山神社
- 神明神社
- 佐馬武神社
- 津島神社
- 新野神社
- 想慈院

## その他

### 日本郵便
- 郵便番号 : 437-1611[2]（集配局：浜岡郵便局[6]）。

### 警察
町内の警察の管轄区域は以下の通りである。
| 番・番地等 | 警察署     | 交番・駐在所 |
| ---------- | ---------- | ------------ |
| 全域       | 菊川警察署 | 新野駐在所   |